# زیباسوسن‌واران
زیباسوسن‌واران (نام علمی: Calochortoideae) نام یک زیرخانواده از تیره سوسنیان است.